# Triacanthodes ethiops
Triacanthodes ethiops és una espècie de peix de la família dels triacantòdids i de l'ordre dels tetraodontiformes.

## Morfologia
- Els mascles poden assolir 8,5 cm de longitud total.[5]

## Hàbitat
És un peix marí, de clima tropical i demersal que viu entre 50-458 m de fondària.

## Distribució geogràfica
Es troba des de Sud-àfrica fins al Japó, les Filipines, Indonèsia, Austràlia i Nova Caledònia.

## Observacions
És inofensiu per als humans.